# 聖安娜 (博亞卡省)
圣安娜（西班牙語：Santana）是哥倫比亞的城鎮，位於該國東北部，由博亞卡省負責管轄，距離首府通哈93公里，始建於1806年6月14日，面積67平方公里，海拔高度1,494米，2005年人口7,680。
6°03′26″N 73°28′56″W / 6.05722°N 73.4822°W